# دنیل ری هال

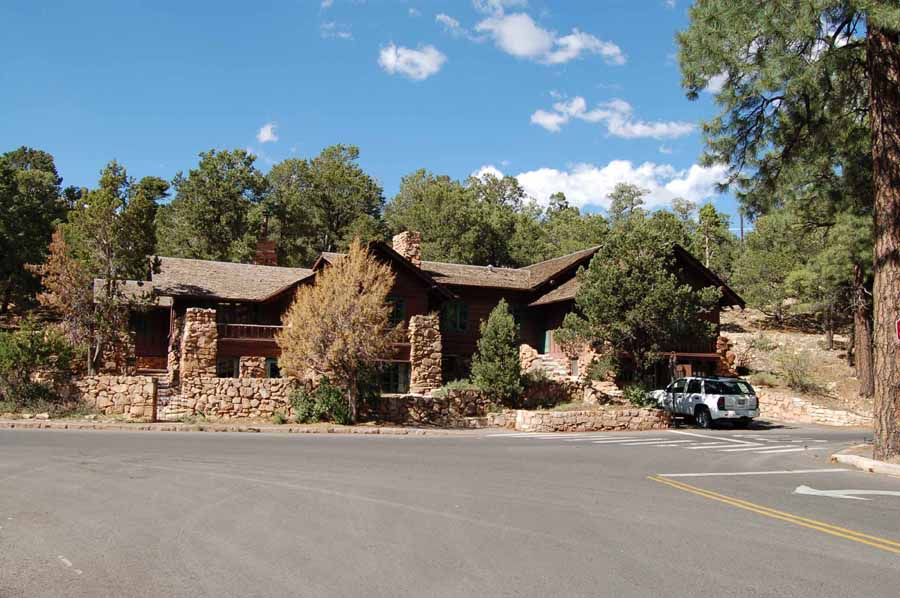
منزل پدری دنیل ری هال

دنیل ری هال (انگلیسی: Daniel Ray Hull; ۲۹ آوریل ۱۸۹۰ – ۱۵ دسامبر ۱۹۶۴) معمار منظر اهل ایالات متحده آمریکا بود.